# Mirkadim
Mirkadim est une ville du Bangladesh de plus de 51 000 habitants.